# Willi Stoph
Willi Stoph (Berlijn, 9 juli 1914 – aldaar, 13 april 1999) was een Duits communistisch politicus. Hij bekleedde leidende functies in de Duitse Democratische Republiek tijdens haar hele bestaan. Hij was er in totaal 22 jaar premier.

## Loopbaan tot de Tweede Wereldoorlog
Stoph was afkomstig uit een arbeidersgezin. Zijn vader sneuvelde in de Eerste Wereldoorlog.
Hij volgde een opleiding als metselaar, maar door de economische crisis was hij in het begin van de jaren 1930 meestal werkloos.
Naar eigen zeggen was hij in 1931 lid van de KPD (Kommunistische Partei Deutschlands) geworden, nadat hij zich eerder bij de communistische jeugdbeweging KJVD (Kommunistischer Jugendverband Deutschlands) had aangesloten.
Vanaf 1935 was Stoph in militaire dienst bij de artillerie, wat hij bleef tot het einde van de Tweede Wereldoorlog. Hij vocht als artillerist in Frankrijk, later aan het oostfront. Wegens gezondheidsproblemen bracht hij een deel van de oorlog in Duitsland door. In februari 1945 werd hij, na een opleiding, tot onderofficier bevorderd. Hij kreeg ook het IJzeren Kruis tweede klasse.
Op 21 april 1945 deserteerde hij en liet zich krijgsgevangen nemen door het Rode Leger. Hij bracht maar een paar maanden door in krijgsgevangenkampen. Kort na zijn vrijlating werd hij (opnieuw?) lid van de KPD.
In 1946 probeerde hij zich als "slachtoffer van het fascisme" te laten erkennen, omdat hij aan het verzet tegen het naziregime zou hebben deelgenomen, maar zijn verzoek werd afgewezen bij gebrek aan bewijzen. Wel zou Stoph in 1958 - hij behoorde toen al tot de Oost-Duitse top - de destijds door de DDR ingestelde Medaille für Kämpfer gegen den Faschismus 1933 bis 1945 krijgen en later door de Oost-Duitse propaganda als verzetsstrijder worden geëerd.

## Carrière in de DDR
In 1946 ging de KPD in de Sovjet-bezettingszone op in de nieuwe SED (Sozialistische Einheitspartei Deutschlands). Stoph maakte hierin snel carrière. Van 1948 tot 1950 was hij chef van de afdeling economie van de SED.
In 1950 werd hij lid van het centraal comité van de SED en tevens verkozen in de Volkskammer, het lagerhuis van het Oost-Duitse parlement. Van 1950 tot 1952 was hij secretaris van het centraal comité. In 1953 werd hij lid van het politbureau van het centraal comité, het machtigste orgaan binnen de DDR.
Intussen was hij in 1952 minister van Binnenlandse Zaken geworden. Hij bleef dat tot begin 1956, toen hij de eerste minister van Defensie van de DDR werd (tot dan had het land geen strijdkrachten). Hij kreeg toen ook de rang van generaal. Sinds 1954 was hij bovendien ondervoorzitter van de ministerraad (vicepremier).
Toen de West-Duitse pers in 1960 onthulde dat Stoph twintig jaar eerder een artikel in een tijdschrift had gepubliceerd waarin hij zijn enthousiasme uitdrukte over een militaire parade ter ere van Hitlers verjaardag, stapte hij op als minister van Defensie, maar bleef vicepremier en lid van het politbureau.
In 1962 werd hij eerste ondervoorzitter van de ministerraad, waarmee hij in feite de zieke minister-president Otto Grotewohl verving. Meteen na het overlijden van Grotewohl in 1964 volgde hij hem op als voorzitter van de ministerraad en tevens als ondervoorzitter van de Staatsraad.
Het meest opvallende moment in Stophs loopbaan was wellicht toen hij in maart 1970 de West-Duitse bondskanselier Willy Brandt in Erfurt ontving. Het was de allereerste ontmoeting van de regeringsleiders der beide Duitslanden. De belangstelling voor de ontmoeting was zeer groot. Twee maanden later deed Stoph een tegenbezoek toen hij door Brandt in Kassel werd ontvangen. De besprekingen tussen Brandt en Stoph vormden het begin van de normalisering van de betrekkingen tussen beide staten.
In 1973 volgde hij de overleden Walter Ulbricht op als voorzitter van de Staatsraad en daarmee formeel als staatshoofd. Hij stapte toen op als premier, maar drie jaar later (1976) keerde hij op zijn vorige post terug toen SED-leider Erich Honecker zelf staatshoofd werd.
Willi Stoph bleef daarna nog dertien jaar regeringsleider en daarmee de "eeuwige tweede" van het regime, na Honecker. Hij toonde zich al die tijd als een conservatieve apparatsjik. In 1984 ontving hij de eretitel "Held van de Duitse Democratische Republiek".

## Val
Najaar 1989 kwam het DDR-regime onder druk, nadat er massademonstraties waren ontstaan. Stoph, tot dan toe een trouwe volgeling van Honecker, behoorde tot de leden van het poltibureau die het niet eens waren met diens harde houding tegenover de betogers. Het was Stoph die op 18 oktober 1989 in het politbureau voorstelde om Honecker af te zetten als partijleider. Dit vormde het begin van de ondergang van het regime.
Stoph zou Honecker niet lang politiek overleven. Op 7 november moest hij het ontslag van zijn regering aanbieden. De dag daarop werd hij, net als andere leidende figuren van het regime, uit het politbureau gezet. Hij verloor toen snel zijn andere functies en op 3 december werd hem het SED-lidmaatschap ontnomen.

## Vervolgingen
Op 8 december 1989 werd Stoph gearresteerd wegens corruptie en machtsmisbruik. Het was bekend geworden dat Stoph voor zichzelf een groot landhuis in een natuurgebied had laten aanleggen. Hij leidde daar een luxeleven dat zelfs vergeleken met dat van andere geprivilegieerde DDR-toplieden buitensporig was.
In februari 1990 kwam hij om gezondheidsredenen vrij. Hij vroeg daarop om asiel in de Sovjet-Unie, maar kreeg geen antwoord op zijn verzoek.
In mei 1991 - de DDR had intussen opgehouden te bestaan - werd Stoph gearresteerd vanwege zijn verantwoordelijkheid in het Schießbefehl aan de DDR-grens en de Berlijnse Muur. Na 15 maanden voorhechtenis kwam hij vrij en de vervolging werd in augustus 1993 definitief beëindigd omwille van de slechte gezondheid van Stoph.
In 1994 besloot het Verwaltungsgericht van Berlijn dat Stoph zijn spaartegoeden van 200.000 mark, die in 1990 in beslag waren genomen, niet terugkreeg.
Johannes Dieckmann · Wilhelm Pieck · Walter Ulbricht · Friedrich Ebert jr. · Willi Stoph · Erich Honecker · Egon Krenz · Manfred Gerlach · Sabine Bergmann-Pohl
Otto Grotewohl · Willi Stoph · Horst Sindermann · Willi Stoph · Hans Modrow · Lothar de Maizière
- Biblioteca Nacional de España: XX1444851
- Bibliothèque nationale de France: cb12775705z (data)
- CiNii: DA02219199
- Gemeinsame Normdatei: 118975714
- International Standard Name Identifier: 0000 0000 8174 890X
- Library of Congress Control Number: n50010826
- Nationale Bibliotheek van Tsjechië: jn20040112007
- Nationale Bibliotheek van Polen: a0000002777376
- Nederlandse Thesaurus van Auteursnamen: 070672407
- Système universitaire de documentation: 080183778
- Virtual International Authority File: 109556746
- WorldCat: E39PBJpDTqqJwhMxx6fBDwhfv3